# Metropolitan Correctional Center, San Diego
Das Metropolitan Correctional Center, San Diego (MCC San Diego) ist ein US-amerikanisches Bundesgefängnis in der Innenstadt des kalifornischen San Diego. Es befindet sich am Federal courthouse, dem kalifornischen Bundesgericht. Am 11. November 1974 wurde es in Betrieb genommen.
MCC San Diego ist eine Einrichtung, die männliche und weibliche Gefangene aus Bundesgefängnissen auf jeder Sicherheitsstufe aufnehmen kann. Das Gebäude hat 1.300 Haftplätze.

## Bekannte Insassen
| Name                            | Status                                                | Details                                                                                 |
| ------------------------------- | ----------------------------------------------------- | --------------------------------------------------------------------------------------- |
| Patty Hearst                    | Entlassen                                             | Sozialistin, Schauspielerin, Millionenerbin                                             |
| Christopher Boyce               | Am 14. März 2003 entlassen                            | War in den 1970ern Spion für die Sowjetunion                                            |
| Eldridge Cleaver                |                                                       | Schriftsteller und Mitbegründer der Black Panthers                                      |
| Duke Cunningham                 | Wurde ins United States Penitentiary, Tucson verlegt. | Republikanisches Mitglied des US-Repräsentantenhauses                                   |
| Jimmy Fratianno                 | Entlassen                                             | Mobster                                                                                 |
| Andrew Daulton Lee              |                                                       | Spion                                                                                   |
| Francisco Javier Arellano Félix |                                                       | Bruder von Ramón Arellano Félix, mexikanischer Drogenbaron und Boss des Tijuanakartells |